# My Husband's Wives
My Husband's Wives er en amerikansk stumfilm fra 1924 instrueret af Maurice Elvey.

## Medvirkende
- Shirley Mason som Vale Harvey
- Bryant Washburn som William Harvey
- Evelyn Brent som Marie Wynn
- Paulette Duval som Corregio